# Tole spinosa
Tole spinosa är en kräftdjursart som först beskrevs av Harger 1879.  Tole spinosa ingår i släktet Tole, ordningen gråsuggor och tånglöss, klassen storkräftor, fylumet leddjur och riket djur. Inga underarter finns listade i Catalogue of Life.